# Мосты Будапешта
Мосты Будапешта являются важной частью транспортной инфраструктуры города и популярными туристическими достопримечательностями. В черте Будапешта находится 15 мостов (11 автомобильных, 2 железнодорожных и 2 совмещённых) через реку Дунай и его рукава. Из пятнадцати мостов только шесть — Цепной мост Сеченьи, мост Эржебет, мост Свободы, мост Петёфи, мост Ракоци и Соединительный железнодорожный мост — пересекают основное русло Дуная. Четыре моста построены через рукава Дуная: Обудскую протоку (мост К и мост Хайодяри) и Рацкеве-Дунай (мост Квашшаи и мост Губачи). Остальные мосты пересекают как основное русло, так и протоки. Кольцевая дорога M0 дважды пересекает Дунай в Будапеште: на севере через мост Медьери и на юге через мост Ференца Деака. 

## История
Во времена Римской империи во II в. н. э. был построен деревянный мост, соединявший город Аквинк и военный лагерь Контр Аквинк. Мост располагался немного севернее существующего моста Арпада и проходил по северной оконечности острова Маргит.
Во второй половине XVI века во времена турецкого владычества был построен наплавной мост, состоящий из 70 судов, составленных вместе. Он располагался напротив Будайской крепости в районе существующей площади Миклоша Ибля. Проезд и проход по мосту был платным. Итальянский путешественник Марко Антонио Пигафетта пишет об этом мосте в своих путевых заметках, относящихся к 1567 году. Эвлия Челеби и английский путешественник Эдвард Браун в 1660-х годах также упоминают о мосте. В 1686 году во время осады Буды мост был сожжён отступавшим турецким гарнизоном.
После разрушения турецкого наплавного моста связь между берегами Дуная осуществлялось при помощи парома, использующего силу реакции течения реки вдоль фиксированного кабеля. Паром был построен венским плотником Вильмошем Моллером. 
В 1767 году по случаю приезда в Пешт Альберта Саксен-Тешенского, назначенного наместником Венгрии, был построен плашкоутный мост. Он разводился осенью перед ледоставом и весной, после ледохода, вновь собирался. Первоначально мост располагался в створе современной улицы Иштвана Тюрра. Мост состоял из 45–47 плашкоутов (в зависимости от уровня воды), которые располагались не по прямой линии, а образовывали в плане форму сводчатой арки против течения Дуная. В 1790 году мост был перенесен ниже по течению — в створ современной улицы Деака Ференца и площади Вигадо. Мост состоял из 42 барок, ширина моста составляла около 8,9 м. Наплавной мост использовался до открытия постоянного моста, после чего в 1850 году был разобран. 
В начале второй половины XIX века началось строительство постоянных мостов через Дунай. В 1840—1849 годах по инициативе И. Сеченьи был построен первый постоянный мост, соединивший Буду и Пешт. Цепной мост Эржебет, построенный в 1898—1903 годах, являлся крупнейшим среди мостов такого типа в мире (длина среднего пролёта — 290 м). Мост Маргит, открытый в 1876 году, в плане имеет форму буквы Y. Он пересекает реку не по прямой линии, а имеет изгиб под тупым углом. От этого изгиба отходит ветвь на остров Маргит. Проект моста разработал французский инженер Э. Гуэн в сотрудничестве с инженером Эйфелем.
К началу Второй мировой войны было построено 7 постоянных мостов, в том числе два железнодорожных. В 1944—1945 годах все мосты через Дунай были разрушены отступавшими войсками вермахта. После войны практически все они были восстановлены в их первоначальном виде, кроме моста Эржебет. В 1950 году был открыт мост Арпада, один из самых длинных будапештских мостов (928 м), связавший районы Обуда и Уйпешт. В 1990 году построен мост Ференца Деака (часть кольцевой дороги М0). В 1995 году был открыт мост Ракоци, построенный рядом с Соединительным ж/д мостом. В 2008 году открыто движение по мосту Медьери (часть кольцевой дороги М0).

## Мосты через Дунай и рукава
Существующие мосты, пересекающие реку Дунай и его рукава в Будапеште, отражены в таблице в порядке от истока к устью.
| Название                                                   | Район                         | Створ                                        | Длина, м | Годы строит-ва и реконструкции | Проект                                                                               | Современный статус | Конструкция         | Изображение |
| ---------------------------------------------------------- | ----------------------------- | -------------------------------------------- | -------- | ------------------------------ | ------------------------------------------------------------------------------------ | ------------------ | ------------------- | ----------- |
| Мост Медьери (Megyeri híd)                                 | IV район, Будакалас           | M0                                           | 1861,35  | 2008                           | Unitef-Céh Kkt.                                                                      | (2+2) (2)          | вантовый/ балочный  |             |
| Северный железнодорожный мост (Újpesti vasúti híd)         | IV район, XIII район          | железная дорога Будапешт — Эстергом          | 673,4    | 1896, 1955, 2008               | MSc Mérnöki Tervező és Tanácsadó Korlátolt Felelősségű Társaság                      | (1) (2)            | ферменный балочный  |             |
| К-мост (K-híd)                                             | III район                     | улица Мозаик — Обуда                         | 98       | 1955                           | FŐMTERV                                                                              | (1) (2)            | ферменный балочный  |             |
| Мост Хайодяри (Hajógyári híd)                              | III район                     | набережная Уйлаки — Обуда                    | 55,2     | 1858, 1884, 1968               | UVATERV                                                                              | (2) (2)            | рамный              |             |
| Мост Арпада (Árpád híd)                                    | III район, XIII район         | дорога Вёрёшвари—бульвар Роберта Карой       | 928      | 1950, 1984                     | инженер С. Карой, UVATERV                                                            | (3+3) (2) (2)      | балочный            |             |
| Мост Маргит (Margit híd)                                   | II район, V район, XIII район | бульвар Маргит—бульвар Сент-Иштван           | 607,6    | 1876, 1948, 2011               | инженер Э. Гуэн                                                                      | (2+2) (2)          | арочный             |             |
| Цепной мост (Széchenyi lánchíd)                            | I район, V район              | площадь Иштвана Сеченьи—площадь Адама Кларка | 380      | 1849, 1915, 1949               | инженер У. Кларк                                                                     | (2) (2)            | висячий             |             |
| Мост Эржебет (Erzsébet híd)                                | I район, V район              | улица Лайоша Кошута—улица Хедьайя            | 380      | 1903, 1964                     | Будапештское проектное бюро по путям сообщения и железным дорогам (инженер П. Шавой) | (3+3) (2)          | висячий             |             |
| Мост Свободы (Szabadság híd)                               | XI район, IX район            | площадь Сент-Геллерт—площадь Фёвам           | 333,6    | 1896, 1946, 2009               | инженер Я. Фекетехази                                                                | (1+1) (2) (2)      | консольно-балочный  |             |
| Мост Петёфи (Petőfi híd)                                   | XI район, IX район            | улица Йожефа Ирини—площадь Борарош           | 514      | 1937, 1952                     | инженер П. Х. Альдьяи                                                                | (2+2) (2) (2)      | ферменный балочный  |             |
| Мост Ракоци (Rákóczi híd)                                  | XI район, IX район            | дорога Сереми—бульвар Кёньвеш Кальман        | 494,8    | 1995                           | инженер Т. Шиграи                                                                    | (2+2) (2) (1)      | балочный            |             |
| Соединительный железнодорожный мост (Összekötő vasúti híd) | XI район, IX район            | Ференцварош—Келенфёльд                       | 477      | 1877, 1913, 1946, 1953         | «Инженерное бюро Иштвана Фекете» (инженер И. Кораньи                                 | (2)                | ферменный           |             |
| Мост Квашшаи (Kvassay híd)                                 | XXI район, IX район           | дорога Веиш Манфред—бульвар Кёньвеш Кальман  | 97,4     | 1927, 1951, 1997, 2006         | Я. Дитер, Ж. Надь (автомобильный), П. Шавой, М. Риттер (железнодорожный)             | (2+2) (2) (2)      | балочный, ферменный |             |
| Мост Губачи (Gubacsi híd)                                  | XXI район, XX район           | улица Ведгат—улица Топанка                   | 145,5    | 1924, 1947, 1997               |                                                                                      | (2) (1) (2)        | ферменный           |             |
| Мост Ференца Деака (Deák Ferenc híd)                       | XXII район, Сигетсентмиклош   | M0                                           | 770      | 1990                           | UVATERV (инженер Т. Шиграи)                                                          | (4+4) (2)          | балочный            |             |